# جيدون أنتوني
جيدون أنتوني (مواليد 1 ديسمبر 1999) هو لاعب كرة قدم إنجليزي يلعب في مركز الجناح في نادي بورنموث.

## روابط خارجية
- جيدون أنتوني على موقع قاعدة بيانات كرة القدم.إي يو (الإنجليزية)
- جيدون أنتوني على موقع Soccerbase.com (لاعب) (الإنجليزية)
- جيدون أنتوني على موقع Soccerway.com (الإنجليزية)
- جيدون أنتوني على موقع عالم كرة القدم.نت (الإنجليزية)